# Margit Rüütel
Margit Rüütel (ur. 4 września 1983 w Tallinnie) – estońska tenisistka, reprezentantka kraju w Pucharze Federacji.
Karierę sportową rozpoczęła w wieku piętnastu lat, w 1998 roku, biorąc udział w eliminacjach do niewielkiego turnieju ITF w Tallinnie. Zagrała tam dzięki dzikiej karcie, przyznanej przez organizatorów, ale odpadła w drugiej rundzie eliminacji. W kwietniu 1999 roku reprezentowała swój kraj w rozgrywkach Pucharu Federacji, w których rozegrała dwa mecze, zresztą oba wygrane. Po tym niewielkim sukcesie otrzymała ponownie dziką kartę do turnieju w Tallinnie, tym razem bezpośrednio do turnieju głównego, w którym wygrała swój pierwszy mecz w karierze, pokonując w pierwszej rundzie Austriaczkę Nadine Schlotterer. Rok później na tym samym turnieju doszła do finału, w którym przegrała z rodaczką, Kaią Kanepi. W tym samym roku wygrała swój pierwszy turniej w grze deblowej, we włoskim Rimini, gdzie z partnerką Maret Ani, pokonały parę Zsófia Gubacsi i Nicole Remis. Pierwszy sukces w grze pojedynczej odniosła na turnieju w Bari w 2001 roku, pokonując w finale Słowaczkę, Evę Fislovą. W sumie w czasie swojej kariery wygrała sześć turniejów singlowych i siedem deblowych rangi ITF.
W 2004 roku wzięła udział w kwalifikacjach do turnieju WTA w Sztokholmie, ale przegrała w drugiej rundzie z Anną Czakwetadze. Rok później przegrała także z Kateryną Bondarenko w pierwszej rundzie kwalifikacji do wielkoszlemowego US Open. W następnych latach kilkakrotnie próbowała swych sił w kwalifikacjach do wszystkich turniejów wielkoszlemowych ale nigdy nie udało jej się zakwalifikować do fazy głównej rozgrywek. Najbliżej sukcesu była w 2008 roku w kwalifikacjach do Australian Open, gdzie w pierwszych dwóch rundach pokonała Annę Łapuszczenkową i Galinę Woskobojewą, ale w decydującej o awansie trzeciej rundzie przegrała z Timeą Bacsinszky. W tym samym pomyślnie przeszła kwalifikacje do turnieju WTA w Birmingham i po raz pierwszy w karierze wystąpiła w turnieju głównym. Trafiła tam na Martę Domachowską i przegrała już w pierwszej rundzie.
Jak dotąd nie wygrała żadnego turnieju rangi WTA, ale z powodzeniem reprezentowała wielokrotnie swój kraj w Pucharze Federacji.

## Wygrane turnieje rangi ITF
| turnieje z pulą nagród 100 000 $ |
| turnieje z pulą nagród 75 000 $  |
| turnieje z pulą nagród 50 000 $  |
| turnieje z pulą nagród 25 000 $  |
| turnieje z pulą nagród 15 000 $  |
| turnieje z pulą nagród 10 000 $  |

|    | Data       | Turniej           | Kat. | ($)    | Naw.   | Finalistka           | Wynik         |
| 1. | 01/04/2001 | Bari              | ITF  | 10 000 | ziemna | Eva Fislová          | 3:6, 6:3, 6:1 |
| 2. | 10/10/2004 | Glasgow           | ITF  | 25 000 | twarda | Sybille Bammer       | 3:6, 6:1, 7:5 |
| 3. | 27/11/2005 | Sunderland        | ITF  | 10 000 | twarda | Piia Suomalainen     | 7:5, 6:0      |
| 4. | 18/12/2005 | Valašské Meziříčí | ITF  | 25 000 | twarda | Eva Hrdinová         | 6:0, 6:2      |
| 5. | 16/04/2006 | Patras            | ITF  | 25 000 | twarda | Mervana Jugić-Salkić | 6:3, 4:6, 6:2 |
| 6. | 05/10/2008 | Helsinki          | ITF  | 25 000 | twarda | Lina Stančiūtė       | 6:4, 6:7, 7:6 |